# 黑头梅花雀
黑头梅花雀（学名：Estrilda atricapilla），是梅花雀科梅花雀属的一种，分布于乌干达、加蓬、安哥拉、中非共和国、赤道几内亚、肯尼亚、卢旺达、布隆迪、刚果民主共和国、喀麦隆和刚果。全球活动范围约为624,000平方千米。该物种的保护状况被评为无危。
黑头梅花雀的平均体重约为7.8克。栖息地包括亚热带或热带的湿润低地林和亚热带或热带的（低地）干草原。